# Adolf Pizcueta
Adolf Pizcueta i Alonso, né en 1901 et mort à Valence en 1989, est un homme politique et promoteur culturel valencien.

## Biographie
Il naît dans une famille modeste, à Chella ou à Valence.
Il commence à militer jeune dans le valencianisme, en intégrant Joventut Valencianista en 1918, à l'âge de 17 ans, association qu'il devient le président en 1921,. Il se sépare d'Unió Valencianista Regional en 1923 avec le groupe libéral dirigeant de la revue València Nova.
Il collabore à des publications comme  Pàtria Nova, El Crit de la Muntanya, Nostra Parla et La Correspondencia de Valencia,. En 1928, il fonde la maison d'éditions l'Estel et est l'un des dirigeants de la Taula de Lletres Valencianes (« Table des lettres valenciennes »), d'où il défend à partir de 1932 l'uniformisation orthographique du catalan au Pays valencien à travers les Normes de Castellón. Il est également membre fondateur de l'Agrupació Valencianista Republicana et dirige la revue Avant,.
Durant la Seconde République, il est l'un des promoteurs de l'hebdomadaire valencianiste El Camí,. Il y écrit parfois sous le pseudonyme « Pere Cardona ».
En 1933, il entre en contact avec Enric Valor et Miquel Duran i Tortajada, et dirige avec eux l'institution culturelle Proa et son organe d'expression, Timó,. 
Durant la guerre civile espagnole, il reste à Valence et fait partie de la délégation valencienne au Seconde Congrès international de défense de la culture en 1937,.
Après la guerre, il se consacre à des travaux d'éditions en catalan au Pays valencien, souffrant de la censure du régime franquiste, ainsi qu'à la section de littérature et philologie de Lo Rat Penat. Il défend la réactivation de la maison d'édition Estel en 1962, préside la Fondation Huguet et l'éditeur Bibliovasa. Entre 1978 et 1983, il est vice-président d'Acció Cultural del País Valencià,,. En 1985, il fait don de sa bibliothèque personnelle à la Bibliothèque de Valence,. Il reçoit en 1987 le prix Creu de Sant Jordi de la Generalitat de Catalogne,,.